# Pet Sounds
Pet Sounds (укр. Улюблені звуки) — одинадцятий альбом американського рок-гурту The Beach Boys, що вийшов 16 травня 1966 року. Він радикально відрізняється від усіх попередніх творів ансамблю: замість звичних рок-н-ролу й серфу на платівці домінує стиль бароко-поп, а тексти пісень мають інтроспективний характер.
Практично сольний проєкт лідера гурту, Браяна Вілсона, Pet Sounds записано тоді, коли він уже не брав участі в концертних виступах, а зосередився на роботі в студії.  Майже всі пісні й аранжування запису саме його. За його ідеєю окрім звичніших гітар і клавішних використано духові й струнні інструменти, електричний терменвокс, клавесин, вібрафон, орган та підручні речі: велосипедні дзвінки, свистки, банки «Кока-коли» тощо. Ці нововведення допомогли створити унікальний багатий звук, незвичний для поп-музики тих часів. Платівка зробила значний вплив на розвиток поп- і рок-музики, натхнувши багатьох музикантів на експериментування зі звуком та на використання різноманітних інструментів.
Після випуску Pet Sounds посів десяте місце в американському хіт-параді, а у Великій Британії досяг другого.
Справжнє визнання альбом здобув із початком 1990-х років — відтоді він неодноразово очолював списки найкращих альбомів за версією різних музичних журналів як-от: New Musical Express, The Times, Pure Pop's, Mojo Magazine.   У Списку 500 найкращих альбомів усіх часів за версією журналу Rolling Stone посів друге місце, поступившись лише Sgt. Pepper's Lonely Hearts Club Band гурту The Beatles.

## Історія альбому

### Підґрунтя
Після випуску альбомів Summer Days (And Summer Nights!!) у квітні 1965 і Beach Boys' Party! у листопаді того ж року, бас-гітаристові і художньому керівникові гурту Браяну Вілсону забракло натхнення для створення нового матеріалу. Проте незабаром у нього з'явилася муза — альбом Rubber Soul його головних конкурентів, британського гурту The Beatles. Особливо вразило його те, що це був не просто собі збірник пісень — усі його композиції незвичайно гармонійно поєднувалися, як ні на жодному іншому. Ця платівка стала своєрідним викликом йому створити видатний рок-альбом, який перевершив би твори The Beatles. Уже припинивши виступи й працюючи винятково в студії, Вілсон розвивав свою композиторську й продюсерську майстерність протягом декількох років. Ще при записі альбомів Today! i Summer Days… він почав експериментувати з аранжуванням і текстами пісень — а при роботі над Pet Sounds  його методи твору й запису пісень досягли вершини. Майже всю музику для альбому він склав самостійно, а для роботи над текстами пісень — почав шукати партнера-пісняра.

### Створення нового матеріалу
На початку січня 1966 року Вілсон зв'язався з молодим поетом і редактором Тоні Ешером, з яким кілька тижнів раніш познайомився в голлівудській студії звукозапису. За словами Ешера, вони ледве знали один одного, і він ніколи не міг уявити, що Вілсон захоче працювати з ним, — адже той майже нічого не знав про його творчість. Він припускав, що музикант дізнався про його поетичні здібності від їхніх спільних друзів.
Коли вони через кілька днів зустрілись, Вілсон награв Ешеру дещо з музики, що він уже склав, — і дав тому касету зі звуковою доріжкою пісні за робочою назвою «In My Childhood» (У моєму дитинстві). Хоч текст уже був готовий,  Ешер написав новий, який більш сподобався Браяну. Унаслідок пісня була перейменована на  «You Still Believe in Me» (Ти усе ще віриш в мене). Деякі тексти Ешер і Вілсон склали разом, інші Ешер написав самостійно. Багато часу музикант і поет проводили невимушено спілкуючись, і саме під час цих бесід у них виникло багато ідей щодо слів пісень. Ешер опісля згадував про співпрацю з Вілсоном: 
|  | Він не писав тексти — він їх редагував. (…) Хоча, чесно кажучи, головну ідею для текстів завжди задавав Браян, а я знаходив потрібні слова. Я був по-простому йому перекладачем. |

Браян Вілсон і Тоні Ешер, 1966

Повернувшись з тритижневого турне по Японії й Гаваях, інші члени гурту — Майк Лав, Ал Джардін, Карл і Денніс Вілсони — були вражені новим незвичним звучанням, музичними прийомами й текстами пісень. Вони не зразу прийняли ідеї Вілсона — більш за усіх проти нового звучання виступав Майк Лав. Його призвело до замішання те, що Браян відмовився писати нові хіти про машини, пляжі й серфінг, які вже стали формулою успіху й візитною карткою гурту. Він вважав, що нові «мудровані» пісні відчужуватимуть чималу частину їхньої аудиторії, що складалася, переважно, з підлітків. Крім того, ці композиції були досить складними для виконання на сцені.
Більшість пісень альбому написано в грудні 1965 — січні 1966. Співавтором майже всіх їх був Ешер; «Wouldn't It Be Nice», «І Know There's an Answer» i «І'm Waiting for the Day» були написані у співавторстві з Майком Лавом. У складенні «І Know There's an Answer» також взяв участь дорожній менеджер гурту Террі Захен;
У написання пісні «I Know There's an Answer» (Знаю — відповідь є) Лав зробив внесок, переважно,  тим, що категорично був проти первісного заголовку — «Hang on to Your Ego» (Утримуй своє его), — та наполягав на тому, щоб текст приспіву, де він помітив натяки на наркотики, переписали. 
|  | Я знав, що Браян почав собі експериментувати з ЛСД та іншими психоделіками», розповідав Лав. «Серед тих, хто вживав цей наркотик була тоді розповсюджена думка, що він допоможе розбити ваше его — начебто в цьому є щось гарне. Я не цікавився кислотою і позбавленням мого его. |

Ал Джардін згадував, що Браян дуже стурбувався й сам вирішив змінити слова, бо в них було «занадто багато контроверсії». Однак коли через багато років первісну версію пісні було включено на CD-видання альбому, критики не знайшли у тексті нічого скандального.
«Wouldn't It Be Nice» — одна з декількох пісень, для яких слова Ешер написав самостійно, а вже пізніше Лав додав з кінцем пісні слова: «Goodnight, my baby, sleep tight, my baby» (укр. На добраніч, маля моє, спи міцно, маля моє).
Щодо пісні «God Only Knows» (Лише Богу відомо), автори, складаючи до неї слова, аж ніяк не були впевнені, чи слід їм користуватися словом «Бог» у її тексті й назві, щоб не викликати суперечки, адже жоден музикант досі не наважився зробити цього. Врешті обидва вирішили не міняти нічого, бо по-простому не могли підібрати кращих слів.
У «І Just Wasn't Made For These Times» розповідалося про самотність Браяна, про невідповідність того стандартам сучасного суспільства. Для Ешера компонування віршів на цю тему виявилося найскладнішим — важко було йому зрозуміти й передати словами подібні відчуття.
Тексти Тоні Ешера надали зрілості й нових відтінків пісням Вілсона та органічно доповнили його музику й аранжування. Через дуже особистий характер пісень Вілсон навіть роздумував про те, щоб випустити цей альбом як свій сольний.

### Запис
Склавши пісні буквально на ходу, Вілсон швидко й продуктивно працював над аранжуванням і записом увесь січень і початок лютого 1966. Коли інші члени The Beach Boys повернулися з концертного туру по Далекому Сходу, шість звукових доріжок нових пісень вже були готові. Майже усі інструментальні партії композицій були записані командою спеціально найнятих висококласних сесійних музикантів, відомих як The Wrecking Crew, і симфонічного оркестру. Майк Лав, Карл Вілсон, Денніс Вілсон, Ал Джардін і Брюс Джонстон виступили в студії переважно як вокалісти, виконавши вказівки Вілсона.
Загалом усі звукові доріжки й вокальний супровід було записано за 4 місяці, у великих студіях Лос-Анджелеса: Gold Star Studios, United Western Recorders i Sunset Sound. Усі пісні були аранжовані й продюсовані Браяном Вілсоном. Він також був автором або співавтором усіх пісень, крім «Sloop John B».
У звукозаписі він користувався витонченішою й розвинутішою версією прийому, створеного його наставником і суперником, музичним продюсером Філом Спектором — прийомом «Стіни звуку» (англ. Wall of Sound), що досягається унісонним звучанням великої кількості інструментів і голосів, створюючи ефект щільного звукового шару. Як і Спектор, він намагався використати всі засоби студії як єдиний інструмент, застосовував оригінальні комбінації інструментів і голосів, комбінуючи їх з луною й реверберацією. Він також використовував техніку, при якій сполучення звуків двох інструментів створювало третій, повністю новий звук. Його аранжування виходили комплекснішими й новаторськими, ніж це було типово для поп-музики 1960-х.
Звичайно він створював звуковий супровід пісні, записуючи на чотирьохдоріжковий магнітофон живе виконання ансамблю. Стосовно вокалу, спочатку записувався голос соліста, а на додаткову доріжку накладалися багаті вокальні гармонії. У запису вокалу брали участь усі члени The Beach Boys, а також співак Брюс Джонстон, що пізніше став постійним учасником гурту. Найвищі вокальні партії звичайно виконував Браян, найнижчі — Майк.
Попри те, що в його розпорядженні були засоби для стерео-запису, Вілсон завжди міксував фінальну версію пісні в моно. Він робив це з декількох причин. По-перше, він вважав, що стерео не дає слухачеві «повної звукової картини», якщо тільки він не стоїть між двома динаміками. По-друге, тогочасне радіо, телебачення й більшість домашніх програвачів транслювали музику в моно-форматі. Крім того, сам Вілсон був практично повністю глухий на одне вухо.
Хоча Вілсон самостійно складав мелодії й аранжування, він завжди був відкритий для порад і ідей колег. Іноді він навіть додавав до композиції явні помилки й сторонні звуки, якщо йому здавалося, що це може зробити її цікавою й незвичайною.
17 лютого Вілсон із сесійними музикантами записали перші дублі нової пісні «Good Vibrations». Приблизно 23 лютого він надіслав попередній список композицій нової платівки до фірми звукозапису Capitol Records, у який було включено й «Good Vibrations».
У лютому й березні він займався шліфуванням музичного супроводу. До подиву інших членів гурту, пізніше він вирішив не включати «Good Vibrations» у цю платівку — він вважав, що над цією композицією слід ще попрацювати.
Березень і початок квітня були присвячені запису вокальних партій — ця робота виявилася особливо виснажливою.  Майк Лав згадував, що Вілсон прагнув випробувати всі можливі варіанти, домагався досконалого, на його думку, звучання голосів — а наступного дня міг вирішити, що записаний матеріал ні на що не годиться, і вони починали всю роботу спочатку.

### Назва й обкладинка
15 лютого члени групи їздили в зоопарк Сан-Дієго, де сфотографувалися з козами для обкладинки альбому, вже названого Pet Sounds. Таким чином вони обіграли назву альбому, яка може перекладатися одночасно і як улюблені звуки, i як звуки свійських тварин.
Дотепер неясно, хто придумав цю назву. Браян Вілсон вважає, що ідея належить Карлові. Карл, у свою чергу, стверджує, що автором назви був Браян. «Його ідея була у тому», говорив Карл, «що у кожного є якісь звуки, котрі він любить, і цей альбом був збірником улюблених звуків Браяна.» Майк Лав заявляє, що саме він придумав назву — вже після того, як були зроблені фотографії для обкладинки, і в кінець альбому додали гавкіт — ніби саме це підказало йому такий заголовок.
Існують численні пародії на обкладинку Pet Sounds

### Випуск
У середині квітня робота над альбомом була закінчена, і матеріал був відісланий до фірми Capitol Records. Представники фірми поставилися до нового матеріалу з недовірою — як і Майк Лав, вони вважали, що після комерційно успішного синглу з рок-н-ролом «Barbara Ann» меланхолійні пісні інтроспективного характеру в оркестровому супроводі стануть провалом, і вони втратять свій ринок. Слідом за випуском Pet Sounds вони видали збірник «пляжних» хітів гурту.
Пісня «Caroline, No» вийшла як сольний сингл Браяна Вілсона — через це почалися розмови про те, що він начебто збирається залишити гурт і почати сольну кар'єру. Сингл зайняв 32 місце в хіт-параді США.
Сингл «Sloop John B» мав великий успіх зайнявши 3-є місце в США й 2-е у Великій Британії. Сингл «Wouldn't It Be Nice» досяг 8-го рядка в чартах США. «God Only Knows» також стала номером 2 в Британії, але в США потрапила тільки на 39 місце в хіт-параді.
Сама платівка потрапила в першу десятку американського хіт-параду, не виправдавши розмов про те, що альбом стане провалом у США.
В Австралії альбом був виданий за назвою The Fabulous Beach Boys (Приголомшливі «Біч Бойз») на лейблі Music for Pleasure.
Платівку досить серйозно сприйняли у Великій Британії, де вона зайняла 2-е місце.
Однак, як і Beach Boys' Party!, Pet Sounds не досяг «золотого» статусу при первісному випуску, на велике розчарування Вілсона. Великою мірою в цьому була провина фірми Capitol Records, що недостатньо рекламувала платівку, вважаючи її некомерційною і приреченою на провал.
Журналіст Девід Ліф пояснює невдачу тим, що шанувальники гурту не були готові прийняти альбом з класичним оркестром, складними мелодіями й відверто особистими текстами пісень, зокрема після простого «вечіркового» The Beach Boys Party!. Інші, кого диск потенційно зміг би зацікавити — хіпі й бітники — проігнорували його, оскільки сприймали The Beach Boys лише як гурт парубків-серфенгістів у смугастих сорочках та не очікували від них нічого нового.
Після перевидання альбом став платиновим у 2000 році.

### Реакція критиків і слухачів
Хоча спочатку Pet Sounds не став бестселером, його вплив почався від дня його випуску. У Великій Британії він був розхвалений у пресі за продюсерські й композиторські нововведення і приніс гурту славу головних рок-новаторів у інтелектуальних колах. Критики відзначили «чарівніший чоловічій вокал», «приголомшливі мелодії», духовність текстів пісень.
Рецензії сучасних критиків також загалом сприятливі — платівку називають найкращим альбомом гурту й одним з найкращих альбомів 1960-х. Деякі вважають, що звучання платівки може здатися архаїчним через оркестрові аранжування в «голлівудському стилі».
Pet Sounds одержав позитивні відгуки й від інших музикантів. Наприклад, The Beatles говорили, що він мав величезний вплив на їхній знаменитий концептуальний альбом Sgt. Pepper's Lonely Hearts Club Band. Продюсер The Beatles Джордж Мартін сказав, що «без Pet Sounds не було б „Сержанта Пепера“. „Пепер“ був спробою досягнути рівня Pet Sounds.» Учасник The Beatles і визначний композитор Пол Маккартні неодноразово називав його одним зі своїх улюблених дисків:
|  | Pet Sounds збив мене з ніг. Я дуже люблю цей альбом. Я купив кожному з моїх дітей по копії цієї платівки, щоб освічувалися. Я вважаю, що ніхто не може бути освіченим у музиці доти, поки вони не послухають цей альбом. Мені подобається оркестр, аранжування (…) Мабуть це буде звучати як перебільшення, якщо я скажу, що це класика століття, але особисто для мене це дійсно класичний запис, непобиваємий. Я грав цю платівку Джону так часто, що навряд чи він уник її впливу. Це була платівка свого часу. (…) Що дійсно загострило мою увагу, це басові партії, а ще те, як мелодія на них лягає. Думаю, що це сильно вплинуло на мене, і я відтоді почав складати досить мелодійні басові партії. (…) «God Only Knows» — моя улюблена, дуже емоційна, завжди перехоплює мій подих. У «You Still Believe in Me» я люблю мелодію, вона просто вбиває мене… це звучить так гарно під кінець, коли тебе накривають ці різнобарвні вокальні гармонії. |

Інші також називали Pet Sounds одним із класичних дисків усіх часів. Ерік Клептон сказав:
|  | Я вважаю Pet Sound одним з великих поп-альбомів. Він увібрав у себе все, що мене захоплює й виплеснув усе це на мене. |

Елтон Джон вважає Pet Sounds віхою, поворотним пунктом в історії розвитку музики:
|  | Сказати, що він зачарував мене було б применшенням. Я ніколи раніш не чув таких чарівних звуків, так прекрасно записаних. Без сумніву він змінив мій підхід до твору й запису музики. |

Піт Тауншенд із The Who не був у захопленні:
|  | Цей альбом був написаний для публіки, що співчуває особистим проблемам Браяна Вілсона. (…) Нам завжди подобались їхні серф-пісні, ми граємо на сцені Barbara Ann, тому що вона заводить публіку. Але нові пісні The Beach Boys зовсім далекі від цього й надто дивні. Це для жіночої аудиторії. |

Боб Ділан сказав, що «свій музичний слух Вілсон повинен відписати Смітсонському інститутові».

#### Схвалення
Справжнє визнання альбом здобув у 1990-ті рр.
- У 1995, майже через 30 років після його випуску, в результаті голосування команди топ-музикантів, авторів пісень і музичних продюсерів, зібраної журналом MOJO, Pet Sounds був названий найкращою платівкою всіх часів.
- У списку найкращих альбомів, складеному журналістами New Musical Express у 1993 році, посів 1-е місце[17]; (також фігурував у подібних списках цього журналу в 1974, 1985, 2006 роках[18])
- № 6 у рейтингу 100 Best Albums Ever британської газети The Guardian (1997)[19]
- Критики німецького журналу Spex назвали його найкращим альбомом 20-го століття.
- № 11 у рейтингу 2000 Melody Maker All Time Album 100[20]
- У 2001 телевізійний канал VH1 помістив його на третє місце в подібному рейтингу.
- У списку найкращих альбомів усіх часів за версією журналу Rolling Stone альбом посів друге місце.[21]
- У списку 500 найкращих пісень усіх часів, складеному Rolling Stone у листопаді 2004 року, композиція «God Only Knows» потрапила на 25-ту позицію, «Caroline, no» на 211-ту, «Sloop John B» — на 271-у.
- 2004 року Pet Sounds став одним з 50 музичних альбомів вибраних Бібліотекою Конгресу США для збереження в Національному реєстраційному бюро (National Recording Registry[en]).
- У 2006 читачі журналу Q помістили його на 31-e місце в подібному списку найкращих альбомів.
- Названий журналом TIME одним із 100 найкращих альбомів сучасності[22]
- Згідно з сайтом Acclaimedmusic.net, Pet Sounds є альбомом, найбільш визнаним музичними журналістами[23].

## Перевидання
Альбом був перевиданий на LP (довгограющій платівці) в 1972 і 1995 роках.
На CD альбом уперше вийшов у 1990 р., і повторно у 1993, 2000 i 2007 pp.
1997 р. вийшла «коробка» The Pet Sounds Sessions, що містила оригінальний моно-мікс і перший стерео-мікс альбому, три додаткових компакт-дисків із записом дублів, репетицій і демонстраційних версій пісень.
Стерео-версія альбому була знов видана в 1999 p. на вініловому й компакт-диску, і y 2001, з додатковою композицією «Hang On to Your Ego» (первісною версією «I Know There's An Answer»).
Під час концертного туру Браяна Вілсона 2002 року, де він виконав усі пісні альбому на сцені, був записаний і виданий концертний варіант альбому, Pet Sounds Live.
29 серпня 2006 р., фірма Capitol Records випустила ювілейне видання альбому, у звичайних футлярах і в зеленій коробці, як подарункове видання — з новим моно-міксом, DVD міксом (стерео й Surround Sound), і документальним фільмом про створення платівки. Також вийшов набір із двох вінілових дисків, з моно-версією на жовтому диску й зі стерео-версією на зеленому.

## Огляд

### Концепція
Pet Sounds вважається одним з перших концептуальних альбомів, що популяризував цей формат. За ідеєю Вілсона, альбом повинен був бути унікальним не тільки з музичної точки зору, але й стати своєрідним госпелом, в якому він зміг би виразити всі свої таємні почуття, розділити зі слухачами свої переживання. У результаті вийшов альбом, пісні якого об'єднані не тільки незвичним звучанням, але й спільними темами — труднощі дорослішання, конфлікт із навколишнім світом, пошуки любові й розчарування в невдалих відносинах, непевність, сумніви. Альбом від початку й до кінця витриманий в одному настрої:
«Wouldn't It Be Nice» — описує надії молодих закоханих на щасливе майбутнє.
«You Still Believe In Me» — темою є складні взаємини. Герой страждає від непевності в собі й сумнівів, і дивується, що «після всього, що він зробив», дівчина усе ще вірить у нього.
«That's Not Me» — проблема переходу з юності до зрілості й пошуків свого місця в житті. Текст пісні розповідає про хлопця, який залишив свій дім і переїхав до великого міста, щоб довести всім свою незалежність і самостійність, але незабаром розчарувався у своєму новому самотньому житті.
«Don't Talk (Put Your Head On My Shoulder)» — протагоніст, розуміючи скороминущість любові, воліє не думати про завтрашній день і ні про що не говорити, у тиші насолоджуючись моментом поруч із коханою.
«І'm Waiting For The Day» — герой очікує того дня, коли дівчина забуде про свій попередній невдалий роман і знову зможе любити.
«God Only Knows» — герой прямолінійно й щиро запевняє у своїх почуттях об'єкт своєї любові.
«І Know There's An Answer» — розповідає про замішання, внутрішній конфлікт, пошук відповідей на свої питання.
«Here Today» — песимістичний герой попереджає друга про мінливість любові й її негативні наслідки, розповідаючи про свій невдалий досвід.
«І Just Wasn't Made For These Times» — тема самітності, відсутності взаєморозуміння з іншими.
«Caroline No» — тема дорослішання й втрати підліткової чистоти. Герой зустрічає колишню кохану й з жалем відзначає наскільки сильно вона змінилася та втратила те, за що він її колись кохав.
Примітна полярна протилежність змісту першої й останньої пісень — почавшись із оптимістичних сподівань, альбом завершується розчаруванням і тугою.
Настрій пісень відображається й у їхніх назвах, де використаються заперечення й умовний спосіб — «Wouldn't It Be Nice» (Хіба не було б це чудово?), «You Still Believe in Me» (Ти усе ще віриш в мене), «І Just Wasn't Made for These Times» (Я просто не був створений для цих часів), «That's Not Me» (Це не я), «Don't Talk» (Не говори), «Caroline, No» (Кароліно, ні).

### Композиції
Усі пісні написано Браяном Вілсоном і Тоні Ешером, крім спеціально позначених.

#### Сторона 1
«Wouldn't It Be Nice»
- Переклад назви — Хіба не було б це чудово?
- Автори — Б. Вілсон, Ешер, Лав
- Тривалість — 2:22
- Солісти — Браян Вілсон, Майк Лав (середня частина)
- Музичний супровід записано 22 січня 1966, вокал — 10 лютого й 11 квітня 1966.

У вступі до першої композиції альбому звучать програш арфи і потужні ударні. Вокал Браяна звучить у багатоголосному супроводі духового оркестру і акордеона. Комбінація «сяючої мелодійності і енергійного темпу» підкреслює романтичність і оптимізм протагоністів пісні. На думку критиків, пісня демонструє перехід типової для ансамблю легкої серф-музики в «бароковий вимір». Зрілість тексту пісні — про мрії молодих закоханих про щасливий шлюб і спільне майбутнє — також контрастує з «пляжною» тематикою пісень з попередніх альбомів The Beach Boys
«You Still Believe in Me» слухатиⓘ
- Переклад назви — Ти все ще віриш у мене
- Соліст — Браян Вілсон.
- Тривалість — 2:30
- Первісна назва — «In My Childhood»
- Записано 1 листопада 1965, 24 січня 1966, вокал — січень-лютий 1966

Вілсон хотів, щоб фортепіано у вступі до цієї пісні звучало як клавесин, але витонченіше. Щоб досягнути такого звуку Тоні Ешер, на прохання Вілсона, затискав струни фортепіано шпильками — це створювало незвичайний дзвін. Як відомо, початково пісня оспівувала дитинство, і хоча пізніше текст було змінено на значно серйозніший, у записі збереглися записані раніше звуки дитячого гудка й велосипедного дзвінка — їх було технічно важко вирізати. У наслідку музичні критики звернули особливу увагу на багатоголосся у пісні
«That's Not Me» слухатиⓘ
- Переклад назви — Це не я
- Тривалість — 2:27
- Соліст — Майк Лав
- Записано 15 лютого 1966, дороблено у лютому-березні 1966

Це єдина композиція на платівці, де не звучать духові й струнні інструменти, і на котрій усі члени The Beach Boys виконали інструментальні партії (додатково було запрошено ще чорирьох сесійних музикантів). Солістом виступив Майк Лав, а решта виконали гармонічний супровід. На думку Вілсона, ця пісня з найкращого боку продемонструвала вокальні здібності Лава.
«Don't Talk (Put Your Head on My Shoulder)»
- Переклад назви — Не говори (Поклади голову на моє плече)
- Тривалість — 2:51
- Соліст — Браян Вілсон
- Записано 11 лютого 1966, оркестровий супровід — 3 квітня 1966

Своєрідне інтермеццо на першій стороні платівки, балада «Don't Talk…» відкривається  похмурим органом. Відносно просте аранжування компенсується гармонічною складністю супроводу та тендітним фальцетом Браяна з «одночасно меланхолійними, лінивими й ніжними» інтонаціями. Струнний секстет додає солодкого колориту, особливо виразні зворушливі романтичні програші перед другим та третім куплетами. Басова лінія представлена контрабасом та бас-гітарою Fender, яка імітує стукіт серця, коли Вілсон співає «…and listen to my heartbeat» (укр. і слухай стукіт мого серця). Повільний темп і меланхолійне звучання повністю відповідають змісту тексту пісні. Про створення пісні Тоні Ешер говорив, що ідея виникла під час їхніх розмов з Браяном «про взаємини, про те, яким чудовим може бути безслівне спілкування між людьми».
«I'm Waiting for the Day»
- Переклад назви — Я чекаю на цей день
- Автори — Б. Вілсон, Лав
- Тривалість — 3:03
- Соліст — Браян Вілсон
- Музичний супровід записано 6 березня 1966, вокал — 10 березня 1966

Вілсону не сподобалося виконання вокальних партій своїми колегами, і тому він виконав і записав спів самостійно. Існує альтернативна версія з Майком Лавом у ролі соліста, включена в компіляцію The Pet Sounds Sessions.
«Let's Go Away for Awhile» слухатиⓘ
- Переклад назви — Підемо на час
- Автор — Б. Вілсон
- Тривалість — 2:18
- Інструментал. Робочі назви — «The Old Man and the Baby» і «And Then We'll Have World Peace».
- Записано 18 і 19 січня 1966

Одна з двох інструментальних композицій альбому. Записана за участю великих духового й струнного оркестрів. У записі задіяно 12 скрипок, фортепіано, 4 саксофони, гобой, вібрафон, гітара з пляшкою «Кока-Коли» на струнах (для створення спеціального ефекту). Спочатку композиція була підготована як звукова доріжка до пісні, але Вілсон вирішив, що вона звучала краще без вокалу й залишив усе як було. Композитор назвав цей інструментал своїм найдосконалішим музичним твором, відзначивши незвичайну послідовність акордів.
«Sloop John B»
- Переклад назви — Шлюп «Джон Б»
- Автор — народна пісня в аранжуванні Б. Вілсона
- Тривалість — 2:56

- Солісти — Браян Вілсон (перший і третій куплети) і Майк Лав (другий куплет).
- Музичний супровід записано 12 липня, 7 і 29 грудня 1965, вокал — 29 грудня 1965 і січень 1966

Вест-індійську народну пісню «Sloop John B» про невдалу морську подорож порадив записати Ал Джардін, великий шанувальник фольклору. Звуковий супровід цієї пісні було записано ще у липні 1965, але потім її відклали через роботу над альбомом Beach Boys' Party!. Пізніше пісня була дороблена й доповнена партією дванадцятиструнної гітари у виконанні Біллі Стрейнджа. Оскільки вона відрізнялася своїм стилем і настроєм від решти композицій, після випуску платівки виникла думка, що Вілсон був примушений записати її і включити в альбом — для надання йому комерційності.
Назва «Джон Б» належала старому шлюпу, чий екіпаж був відомий своїми бурхливими гуляннями в портах (про що згадується у пісні). Затонув у Губернаторській бухті острова Ельютер (Багамські острови) приблизно в 1900 році. Існують численні версії пісні записані різноманітними музикантами за різними назвами.

#### Сторона 2
«God Only Knows» слухатиⓘ
- Переклад назви — Лише Богу відомо
- Тривалість — 2:49
- Соліст — Карл Вілсон. Бек-вокал — Браян Вілсон і Брюс Джонстон
- Музичний супровід записано 9-10 березня 1966, вокал — 10 березня і 11 квітня 1966

Лірична пісня, що поєднує «потужність гарної поп-мелодії і красу балади». У композиції звучить англійський ріжок, партію якого виконав Алан Робінсон, а також арфа, акордеон, флейта, басовий кларнет, у ритм-секції — бубонці й банка від «Кока-Коли». Вілсону не вдавалося підібрати потрібного аранжування для середньої частини, і тоді піаніст Дон Ранді порадив зіграти цей фрагмент на стакато (тобто, уривчасто). Записавши кілька дублів зі своїм вокалом, врешті Вілсон довірив роль соліста Карлові. Він уважав, що молодший Вілсон зміг би краще донести сенс пісні до слухачів завдяки ніжності свого голосу й натури.
Щодо багатоголосного канону наприкінці цієї пісні, спочатку він спробував задіяти всіх членів The Beach Boys, музиканта й продюсера Террі Мелчера, свою дружину Мерилін та її сестру, але це звучало досить «перевантажено». Тоді було вирішено записати трьохголосну партію, за участю Карла й Браяна Вілсонів та Брюса Джонстона. Того дня стомлений Карл пішов додому раніше, і тоді Браян записав і свою, і Карлову партію, тобто «верх» та «низ», а «середину» виконав Джонстон. Ця версія пісні потрапила на первісне видання платівки. Пізніше Карл дописав свою вокальну партію на цьому відтинку пісні — цей варіант звучить на стерео-версії альбому виданої на CD.
Ешер іронізував із приводу слів на початку пісні, «І may not always love you» (укр. Не завжди, мабуть, любитиму тебе) — на його думку, це був досить незвичайний початок для пісні про любов.
«I Know There's an Answer»
- Переклад назви — Знаю — відповідь є
- Автори — Б. Вілсон, Террі Захен, Лав
- Тривалість — 3:08
- Солісти — Майк Лав, Ал Джардін (куплети) і Браян Вілсон (приспів).
- Первісна назва — «Hang On to Your Ego».
- Записано 9 лютого 1966. Нові вокальні партії записано у березні 1966

Композиція цікава комбінацією банджо й бас-гармоніки. Вокал записали Лав (перший рядок кожного куплету), Джардін (решта куплетів) і Браян Вілсон (приспів). Деякі слухачі вирішили, що пісню виконано одним солістом.
«Here Today»
- Переклад назви — Сьогодні тут
- Тривалість — 2:52
- Соліст — Майк Лав
- Записано 11 і 25 березня 1966

Пісня про любов, яка «сьогодні тут, а завтра її вже нема». Повністю проспівана Лавом. Програш у середині пісні містить три різні мелодії. Під час його звучання можна також почути уривки розмов — у першому випадку це Брюс Джонстон обговорює фотокамери з фотографом у студії, в другому Браян просить звукоінженера перемотати плівку з записом на початок («Top, please!»). У куплетах звучить перероблена партія бас-гітари з пісні «Good Vibrations».
«I Just Wasn't Made for These Times»
- Переклад назви — Я просто не був створений для цих часів
- Тривалість — 3:11
- Соліст — Браян Вілсон
- Музичний супровід записано 14 лютого 1966, вокал — 10 березня й 13 квітня 1966

Названа критиками «відвертим криком душі», «I Just Wasn't Made For These Times» була першою композицією в історії популярної музики, в якій використався такий інструмент, як електротерменвокс — електричний аналог звичайного терменвокса. Його звучання надало композиції загадковості. Партію електротерменвокса виконав один із його винахідників, Пол Танер — надалі він грав на ньому i в пісні «Good Vibration». Вілсон згадував, що дуже боявся «жахливих» звуків терменвокса в дитинстві й навіть не пам'ятав, коли й навіщо він вирішив придбати цей інструмент. Спочатку співати цю пісню збирався Денніс Вілсон, але врешті усі вокальні партії виконав сам Браян.
«Pet Sounds»
- Переклад назви — Улюблені звуки
- Автор — Б. Вілсон
- Тривалість — 2:20
- Первісна назва — «Run James Run».
- Записано 17 листопада 1965

Другий інструментал альбому, також записаний за участю симфонічного оркестру. Його первісною назвою була «Run James Run» (Біжи, Джеймсе, біжи) — натяк на те, що її передбачалося використати y фільмі про Джеймса Бонда. Банка від «Кока-Коли», заповнена камінням, використовується тут як ударний інструмент, а гітарне соло пропущено через підсилювач Leslie speaker.
«Caroline, No»
- Переклад назви —Кароліно, ні
- Тривалість — 2:52
- Соліст — Браян Вілсон.
- Записано 31 січня 1966

Собачий гавкіт та шум минаючого поїзда наприкінці фінальної пісні не було включено в її сингл-версію, а додано спеціально наприкінці альбому для оригінального завершення. Вілсон записав гавкіт своїх собак Банана і Луї на аудіомагнітофон, а потім у колекції різноманітних звуків у студії знайшов запис шуму поїзда, і також додав його. Цей момент обіграли The Beatles у своїй пісні «Good Morning Good Morning», де один за одним записані звуки різних тварин, причому за їхньою ідеєю, кожна тварина могла б з'їсти або принаймні злякати наступну.
Браян назвав її «однією з найчарівніших й найособистіших пісень», що він створив, «про дорослішання й втрату невинності, чистоти». Героїня пісні спочатку називалася Керол, але коли Ешер проспівав Браяну слова «Oh Carol, I know» (О Кероле, я знаю), тому замість цього почулося «Oh Caroline, no» (О Кароліно, ні), і вони вдвох вирішили, що так навіть вдаліше.

#### Додаткові композиції (CD видання)
«Hang On To Your Ego»
- Переклад назви — Утримуй своє его
- Тривалість — 3:18
- Соліст — Браян Вілсон
- Записано 9 лютого 1966

Первісна версія пісні «I Know There's an Answer».
«Trombone Dixie»
- Переклад назви — Тромбоновий диксиленд
- Тривалість — 2:53
- Записано у листопаді 1965

Третій інструментал,  повністю записаний під час сесій звукозапису Pet Sounds, але не потрапив на платівку й пролежав на полиці до 1990 року, коли його включили в перше CD-видання альбому.
«Unreleased Backgrounds»
- Тривалість — 0:50
- Записано у березні 1966

Невикористана вокальна доріжка для «Don't Talk (Put Your Head On My Shoulder)»

## Сингли
- «Caroline, No»/«Summer Means New Love» (Capitol 5610), 7 березня 1966,  №32 у хіт-параді США.
- «Sloop John B»/«You're So Good to Me» (Capitol 5602), 21 березня 1966, №3 у США; №2 у Великої Британії.
- «Wouldn't It Be Nice»/«God Only Knows» (Capitol 5706), 11 липня 1966, №8 у США («God Only Knows» №39 у США; №2 у Великої Британії).
- «Let's Go Away for Awhile» вийшла на звороті синглу «Good Vibrations» 10 жовтня 1966.
- «Here Today» вийшла на звороті синглу «Darlin'» 11 грудня 1967.

## Учасники запису

### The Beach Boys
- Браян Вілсон — спів, орган, фортепіано, гітара, аранжування, музика, продюсер запису
- Денніс Вілсон — спів, ударні
- Карл Вілсон — спів, гітара
- Ал Джардін — спів, тамбурин
- Брюс Джонстон — спів
- Майк Лав — спів

### Сесійні музиканти
| - Кайл Беркет — гітара - Арнольд Белник — скрипка - Чак Бергхофер — бас - Гел Блейн — ударні, перкусія - Норман Ботник — альт - Джуліус Вехтер — перкусія - Джері Вільямс — перкусія - Гарі Гаямс — альт - Джеймс Гетцофф — скрипка - Джім Гордон — барабани, перкусія - Біл Грін — саксофон, флейта, перкусія - Леонард Гартман — англійський ріжок, кларнет - Джім Горн — саксофон, флейта - Пол Горн — саксофон - Джулс Джейкоб — флейта - Плас Джонсон — саксофон, перкусія - Ел де Лорі — фортепіано, клавесин, орган - Джозеф діФьоре — альт - Джастін діТулльо — віолончель - Майк Дізі — гітара - Стів Дуглас — саксофон, кларнет, перкусія, флейта - Джес Ерлік — віолончель - Тібор Зеліг — скрипка - Глен Кемпбел — гітара - Френк Кепп — перкусія - Ел Кейсі — гітара - Рей Кетон — труба - Джері Коул — гітара - Гері Коулмен — перкусія - Керой Кей — бас-гітара - Берні Кессел — мандоліна, гітара - Бобі Кляйн — саксофон - Ларі Нетчел — орган | - Вільям Кураш — скрипка - Ендрю Максон — бас - Леонард Маларські — скрипка - Френк Марокко — акордеон - Гейл Мартін — тромбон - Нік Мартініс — барабани - Тері Мелчер — тамбурин - Майк Мелвойн — клавесин - Джей Мільорі — саксофон, кларнет, флейта - Томмі Морган — гармоніка - Джек Німіц — саксофон - Біл Пітмен — гітара - Рей Полман — мандоліна, гітара, електричний бас - Дон Ранді — фортепіано - Джером Райслер — скрипка - Лайл Ріц — бас, гавайська гітара - Алан Робінсон — англійський ріжок - Джозеф Саксон — віолончель - Ральф Саффер — скрипка - Сід Сарп — скрипка - Біллі Стрейндж — гітара - Рон Сволоу — тамбурін - Ерні Тек — тромбон - Пол Танер — електричний терменвокс - Дарел Тервіллігер — альт - Томмі Тедеско — гітара - Річі Фрост — барабани, перкусія - Карл Фортіна — акордеон |

### Інші
Ральф Балантін, Брюс Ботник, Чак Бріц, Г. Бовен Девід, Лері Левін — звукоінженери.